# Äventyr i bukten
Äventyr i bukten (engelska: Danger Bay) är en kanadensisk TV-serie som producerades i Vancouver åren 1985-1990. Serien hade premiär på CBC den 7 oktober 1985 och visades även i Disney Channel med start den 7 oktober 1985. Serien visades i SVT 1986-1990 men inte alla av de sex säsongerna visades. Serien lades ner 1990 efter 123 avsnitt.
Serien är en familjeanpassad äventyrsserie och handlar om familjen Roberts som består av marinbiologen Dr Grant "Doc" Roberts och hans två tonårsbarn Jonah och Nicole. Tillsammans med Dr Grants arbetskollega Donna Chen hamnar de i ständiga äventyrligheter med miljö- eller naturvårdstema.

## Rollista
- Donnelly Rhodes som Dr. Grant "Doc" Roberts
- Susan Walden som J. L. Duval
- Christopher Crabb som Jonah Roberts
- Ocean Hellman som Nicole Roberts
- Hagan Beggs som Dr. George Dunbar
- Michele B. Chan som Dr. Donna Chen
- Deborah Wakeham som Joyce Carter